# ظاهراتية (عمارة)
الظاهراتية هي حركة فلسفية معاصرة للتصميم المعماري وهي، أيضاً, مجال محدد لبحث علمي قائم على دراسة مواد البناء وخاصيتها الحسية.